# 布政司 (英国)
布政司，舊稱輔政司，是英聯邦國家和大英帝國殖民地內不少政府的重要官職，位次於總督，例子有香港布政司和新加坡布政司等。
最早的輔政司是总督的主要辅佐，职能类似专制君主制国家的宰相。在实施责任政府后，多数輔政司转为政府部长或厅长之一（较常见的是大致掌管相当于内政大臣的责任），同时仍负责总督与政府之间的协调，在一些地方继续掌管政府大印（即相当于掌玺大臣的职能）。

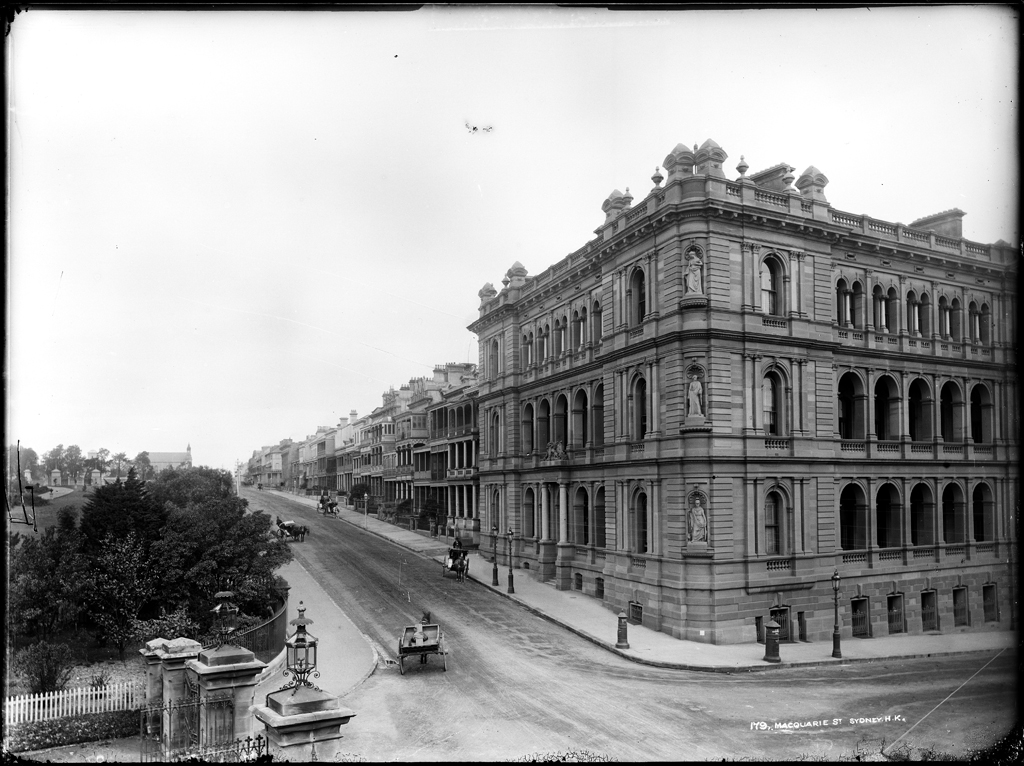
悉尼麦觉理街的布政司署是历任新南威尔士輔政司、布政司辦公的地方。

20世纪中叶以后，随着“殖民地”概念逐渐淡出英联邦宪政结构，许多地方的“輔政司”（Colonial Secretary，“殖民地司”或「殖民地大臣」）改名为“布政司”（Chief Secretary，“领班大臣”）。例如澳大利亚新南威尔士的輔政司于1959年改称“布政司”。
此后，随着众多前殖民地独立或废除君主制，“布政司”职位也纷纷被其他现代官职取代。另一個殖民地香港的布政司在1997年主权移交后改为“政務司司長”（Chief Secretary for Administration）。
布政司的譯名源於中國古代承宣布政使司之簡稱，明初設置，為掌理一省民政的機構，主官為布政使。

## 现存布政司
- 印度、巴基斯坦和斯里兰卡的各邦、联邦属地和省都设有布政司，都是这些地方首长之下的最高级官职。
- 马来西亚布政司是文官制下的最高级别官僚，担任马来西亚内阁的秘书及首相署的次长，在馬來西亞獨立以後，現譯作政府首席秘書。
- 曼岛布政司是当地文官制的首席官僚。

## 歷史上的布政司
- 英屬香港布政司
- 安大略省布政司及註冊總署署長
- 魁北克省布政司